# NGC 2774
NGC 2774 ist eine elliptische Galaxie vom Hubble-Typ E-S0 im Sternbild Krebs am Nordsternhimmel. Sie ist schätzungsweise 376 Millionen Lichtjahre von der Milchstraße entfernt.
Das Objekt wurde am 21. März 1784 von dem deutsch-britischen Astronomen Wilhelm Herschel entdeckt.